# Walter Astié-Burgos
Walter Astié-Burgos (1944-10 de agosto de 2021) fue un escritor y diplomático mexicano con más de veinticinco años de carrera: ministro para asuntos políticos en la Embajada de México en Washington (1982-1986); director general para América del Norte en la Secretaría de Relaciones Exteriores (1986-1989) y embajador alterno en dicha representación diplomática (1989-1993).

## Estudios
Licenciado en Relaciones Internacionales en la Facultad de Ciencias Políticas y Sociales de la UNAM, con estudios de postgrado en el curso sobre Derecho de los Tratados y del Mar celebrado en Caracas, Venezuela, becado por “United Nations Institute for Training and Research". Realizó un curso sobre relaciones internacionales en el programa de la Southen California University para la Gran Bretaña y un curso sobre Integración Europea en la Universidad Católica de Lovaina en Bruselas, Bélgica.

## Trayectoria
Publicó decenas de artículos y ensayos para periódicos y revistas mexicanas y editó catorce libros. Miembro del Servicio Exterior Mexicano desde 1967, donde destacó su labor como Representante Permanente Alterno de México ante la Organización de las Naciones Unidas para la Agricultura y la Alimentación (FAO) con sede en Roma, Consejero Político de la Embajada de México en la Gran Bretaña. Director general para América del Norte (1986-1989), Director de la Academia Diplomática del Instituto Matías Romero (1999-2001) y fue Embajador Alterno en la Embajada de México en los Estados Unidos de Norteamérica y Embajador de México ante el Gobierno del Reino de Dinamarca (1995-1999) y en Honduras. Fue, además, miembro fundador de la Mexican Cultural Institute en Washington, D.C. y en Copenhague.
En lo académico, fue titular de la Cátedra Fernando Solana de la SRE/UNAM. Además de conferencista y ponente sobre diversos temas relacionados con la política exterior mexicana, la cultura y la historia mexicana.

## Últimos años
En la década de los 90s en el Instituto de Cultura Mexicana de Washington D. C. se presentó una exposición en retrospectiva de sus pinturas.
Profesor en diversas Universidades mexicanas, entre las que destacan la Universidad Anáhuac México, campus Sur, la Universidad Nacional Autónoma de México (UNAM), Universidad Iberoamericana (Ibero), Instituto Tecnológico Autónomo de México (ITAM), el Centro de Investigación y Docencia Económicas (CIDE), entre otras. Publicó un aproximado de dos columnas de opinión en El Universal por mes, durante el primer semestre de 2021.
El 10 de agosto del 2021 la Secretaría de Relaciones Exteriores anunció el fallecimiento del "destacado miembro del Servicio Exterior". El canciller, Marcelo Ebrard, se pronunció al respecto: 

"Lamento el sensible fallecimiento del Embajador Walter Astié-Burgos, diplomático de excelencia y prolífico autor en el campo de las relaciones internacionales".

En octubre del mismo año, el Centro de Análisis e Investigación sobre Paz, Seguridad y Desarrollo Olof Palme A. C. llevó a cabo un recuento póstumo a la trayectoria del embajador Astié-Burgos, moderada por Salvador Escobar en la cual estuvieron presente personalidades del gremio y amistades como María Cristina Rosas, directora de dicho centro; Martha Bárcena, embajadora emérita;  Alejandro Alday, Director del Instituto Matías Romero; Eduardo Roldán, diplomático; Patricia Galeana, directora del Instituto Nacional de Estudios Históricos de las Revoluciones de México; Roberta Lajous, embajadora; Dámaso Morales, vicepresidente de la Asociación Mexicana de Estudios Internacionales (AMEI), así como académicos y profesores de diversas instituciones.